# Volodimir Hrihorovics Veremejev
Volodimir Hrihorovics Veremejev, ukránul: Володимир Григорович Веремеєв, oroszul: Владимир Григорьевич Веремеев (Szpasszk-Dalnyij, 1948. november 8. –) olimpiai bronzérmes szovjet válogatott ukrán labdarúgó, középpályás, edző, sportvezető.

## Pályafutása

### Klubcsapatban
1966–67-ben a Zirka Kirovohrad, 1968 és 1982 között a Gyinamo Kijev labdarúgója volt. A Gyinamóval hét szovjet bajnoki címet és három kupagyőzelmet ért. Tagja volt az 1974–75-ös idényben KEK-győztes együttesnek.

### A válogatottban
1973 és 1979 között 26 alkalommal szerepelt a szovjet válogatottban és két gólt szerzett. Részt vett az 1976-os montréali olimpián, ahol bronzérmet szerzett a csapattal.

### Edzőként
1991–92-ben az egyesült arab emírségekbeli, 1994 és 1996 között a kuvaiti válogatottnál tevékenykedett segédedzőként Valerij Lobanovszkij szövetségi kapitánysága idejében.
A Gyinamo Kijev csapatánál 1985 és 1991 között sportigazgató, 1993-ban alelnök, 1997 és 2011 között tanácsadó volt.

## Sikerei, díjai
Szovjetunió
- Olimpiai játékok
  - bronzérmes: 1976, Montréal

 Gyinamo Kijev
- Szovjet bajnokság
  - bajnok (7): 1968, 1971, 1974, 1975, 1977, 1980, 1981
- Szovjet kupa
  - győztes (3): 1974, 1978, 1982
- Kupagyőztesek Európa-kupája (KEK)
  - győztes: 1974–75
- UEFA-szuperkupa
  - győztes: 1975